# تشامبينيو
تشامبينيو (بالبرتغالية: Marinaldo Cícero da Silva‏) (21 سبتمبر 1986 في البرازيل – )؛ هو لاعب كرة قدم كان يلعب كلاعب وسط.

## وصلات خارجية
- تشامبينيو على موقع رابطة كرة القدم اليابانية للمحترفين (اليابانية)
- تشامبينيو على موقع قاعدة بيانات كرة القدم.إي يو (الإنجليزية)
- تشامبينيو على موقع Soccerway.com (الإنجليزية)
- تشامبينيو على موقع عالم كرة القدم.نت (الإنجليزية)
- تشامبينيو على موقع AS.com (الإسبانية)